# Дом Сухозанета
Дом Сухозанета — историческое здание в центре Санкт-Петербурга, расположенное по адресу Невский проспект, 70.

## Общие сведения
Трёхэтажное здание имеет строгий безордерный фасад, который увенчан фронтоном. В интерьере здания сохранились несколько помещений: вестибюль, облицованный искусственным мрамором, а также залы, украшенные лепными фризами и живописными плафонами.
Первое известное здание построено в начале XIX века, это был каменный дом купца А. Шемякина. Позже здание приобрёл генерал артиллерии И. О. Сухозанет, для него в конце 1820-х годов здание было перестроено архитектором Д. И. Квадри.
Внутренняя отделка особняка выполнялась в 1835—1838 годах архитекторами Д. И. Висконти и С. Л. Шустовым).
С 1864 года здание занимало Петербургское Купеческое общество, в период 1864—1866 годов по проекту архитектора В. В. Штрома был перестроен фасад здания.
В 1910—1911 годах была переделана часть интерьеров по проекту архитектора П. С. Барышникова.
С 1972 года в здании находится «Дом журналиста», переехавший сюда из дома 15 по Моховой улице, где он находился с 1958 года. В 1974—1976 годах был проведен капитальный ремонт здания под руководством архитекторов Ю. Б. Маркова и Е. Г. Ларинского.
В начале 2000-х годов была проведена научная реставрация интерьеров.

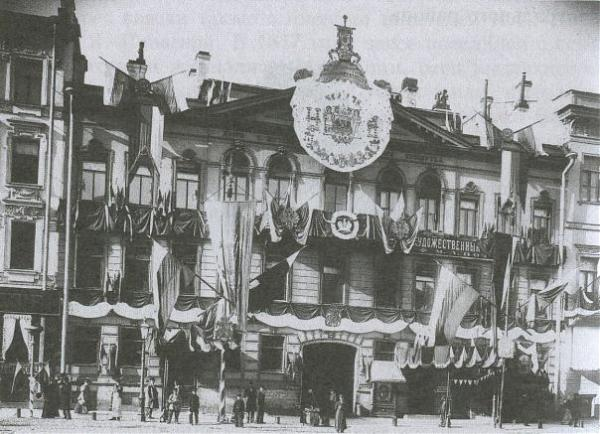
Дом Петербургского Купеческого общества (Невский проспект, 70), украшенный флагами в честь коронации Николая II. Фото 4 мая 1896 года

В 2011 году здание подверглось опасности разрушения в связи со сносом соседнего дома № 68. Для мониторинга состояния здания во время проведения работ ГУ «Центр экспертно-технического сопровождения» на здание было установлено 16 геодезических марок.
16 декабря 2010 года после разборки стен соседнего здания со стороны дома № 68 была выявлена трещина, которая вызвала обеспокоенность администрации Дома журналиста. Анатолий Моргунов, директор АНО «Санкт-Петербургский центр информационной поддержки» подтвердил, что возможно эта трещина появилась ранее. 12 января 2011 года по соседству со стройкой появилась новая трещина, привлекла к работе сотрудников КГИОП но ГУ «ЦЭТС» не нашёл отклонений от стандартных сезонных колебаний. 24 января 2011 года КГИОП выдал предписание остановить работы на Невском, 68 в связи с выявлением фактов образования трещин в декоративной отделке стен и потолков парадных помещений.